# Чарльз Брюс, 5-й граф Елґін

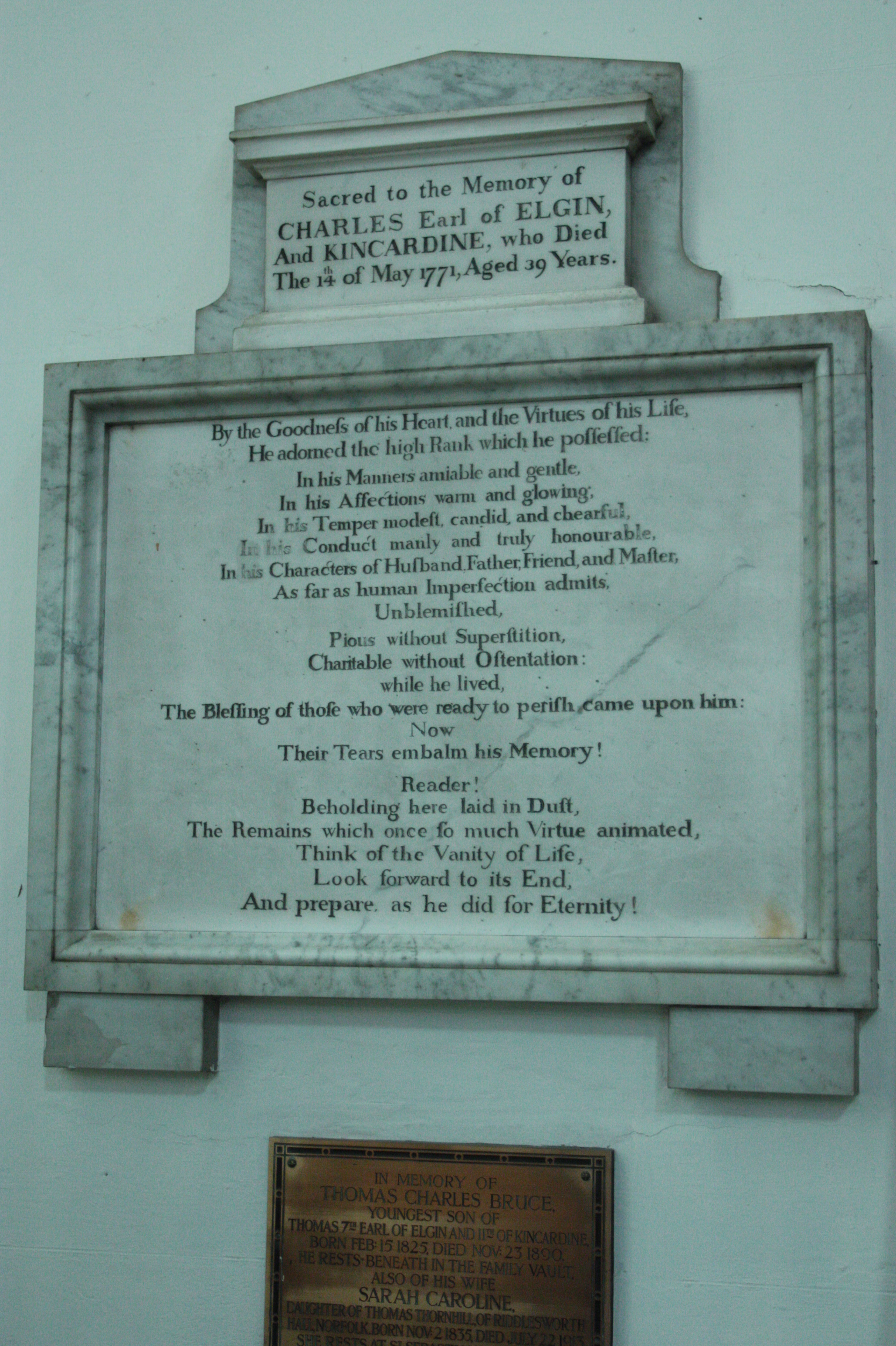
Могила сера Чарльза Брюса, 5-го графа Елґіна, абатство Данфермлайн

Герб графа Елґіна

Чарльз Брюс, 5-й граф Елґін і 9-й граф Кінкардин (6 липня 1732 — 14 травня 1771) — син Вільяма Брюса, 8-го графа Кінкардина. Його матір'ю була Джанет Робертон, донька Джеймса Робертона (головного лорда Сесії) і правнучка адвоката і судді лорда Бедлея .
1 червня 1759 року він одружився з Мартою Вайт (1739–1810), яка пізніше стала гувернанткою принцеси Шарлотти Уельської. У них було восьмеро дітей: 
- Леді Марта Брюс (нар. 3 червня 1760 р.), померла молодою
- Леді Джанет Брюс (нар. 2 липня 1761), померла молодою
- Вільям Роберт Брюс, лорд Брюс (нар. 15 січня 1763 р.), помер молодим
- Вільям Роберт Брюс, 6-й граф Елґін (1764—1771)
- Томас Брюс, 7-й граф Елґін (1766—1841)
- Чарльз Ендрю Брюс (1768—1810), губернатор острова Принца Уельського
- Джеймс Брюс (1769—1798), член парламенту
- Леді Шарлотта Матильда Брюс (28 травня 1771 – березень 1816), вийшла заміж за адмірала Філіпа Чарльза Дарема

Елґін був великим магістром шотландських масонів з 1761 до 1763 року і одним із засновників Королівського і стародавнього гольф-клубу Сент-Ендрюс. Він побудував заплановане промислове селище Чарлстаун (Файф).
Він похований у південному трансепті абатства Данфермлайн поряд з могилою Роберта Брюса. У 1812 році шотландська композиторка Маґдалена Стірлінґ назвала її на його честь свій твір Чарльз Брюс Ріл.